# Peintures (album)
Pour les articles homonymes, voir Peinture.
 (mai 2020).
 (août 2025).
Si vous disposez d'ouvrages ou d'articles de référence ou si vous connaissez des sites web de qualité traitant du thème abordé ici, merci de compléter l'article en donnant les références utiles à sa vérifiabilité et en les liant à la section « Notes et références ».
 (août 2025).
Motif : absence de sources attestant la notoriété de cet album. Par ailleurs l'article est orphelin et sans interwiki
- Archive Wikiwix
- Bing
- Cairn
- DuckDuckGo
- E. Universalis
- Gallica
- Google
- G. Books
- G. News
- G. Scholar
- Persée
- Qwant
- (zh) Baidu
- (ru) Yandex
- (wd) trouver des œuvres sur Wikidata

| 1. | Préciser le motif de la pose du bandeau. | Précisez le motif de la pose du bandeau en utilisant la syntaxe suivante : {{admissibilité à vérifier\|date=août 2025\|motif=remplacez ce texte par le motif}}                         |
| 2. | Informer les utilisateurs concernés.     | Pensez à avertir le créateur de l'article, par exemple, en insérant le code ci-dessous sur sa page de discussion : {{subst:avertissement admissibilité à vérifier\|Peintures (album)}} |

Albums de Herbert Pagani
Palcoscenico Ma Méditerranée
Peintures est le septième album d'Herbert Pagani.

## Pistes de l'album
| No  | Titre                                                         | Auteur | Durée |
| --- | ------------------------------------------------------------- | ------ | ----- |
| 1.  | Le Show Biznesse                                              |        |       |
| 2.  | Leçons de Peinture                                            |        |       |
| 3.  | Il Est Toujours Trop Tôt ou Bien Trop Tard                    |        |       |
| 4.  | Berger d'Artiste                                              |        |       |
| 5.  | Alhamba                                                       |        |       |
| 6.  | Le Bel Automne                                                |        |       |
| 7.  | Messieurs Les Présidents                                      |        |       |
| 8.  | Gracias À La Vida - Merci l'Existence                         |        |       |
| 9.  | Belle France Endormie                                         |        |       |
| 10. | Les Gens De Nulle-Part                                        |        |       |
| 11. | Vieux Père Hugo                                               |        |       |
| 12. | L'Amitié                                                      |        |       |
| 13. | Monologue De La Solitude                                      |        |       |
| 14. | L'amitié (version libre)                                      |        |       |
| 15. | Le Réseau (live)                                              |        |       |
| 16. | Plaidoyer Pour Ma Terre (version instrumentale, thème I & II) |        |       |